# Seneslau

Formațiuni politice românești în secolele IX - XIII

Seneslau (Seneslav), este menționat în diploma regelui Bela al IV-lea al Ungariei ca fiind voievod român în Transalpina (Muntenia), la 1247. Urmaș probabil al lui Mișelav, el stăpânea partea muntoasă a Țării Românești, din stânga Oltului, având reședința probabil la Argeș. Câmpia dinspre Dunăre era încă locuită de cumani și de tătari. Începând din 1270 - 1272, unii cercetători cred că Litovoi, voievodul român de peste râul Olt, și-ar fi întins stăpânirea și în Muntenia, după moartea lui Seneslau. Alți specialiști consideră că urmașii lui Seneslau ar fi realizat unificarea politică, definitivată în timpul lui Basarab I. Această din urmă teorie este susținută și de faptul că prima reședință domnească a țării a fost la Argeș și nu la apus de Olt (a se vedea în acest sens cercetările arheologice ale lui N. Constantinescu). Lipsa unor izvoare istorice certe lasă în suspensie această chestiune. Este de menționat că istoricul Neagu Djuvara îl identifică pe Seneslau cu Mișelav.